# Lissac-sur-Couze
 Lissac-sur-Couze  (en occitano Lissac) es una comuna    y población de Francia, en la región de Lemosín, departamento de Corrèze, en el distrito de Brive-la-Gaillarde y cantón de Larche.
Su población en el censo de 2008 era de 702 habitantes.
Está integrada en la Communauté de communes Vézère-Larche.

## Demografía
| 403 | 439 | 401 | 402 | 475 | 527 | 702 |
| Para los censos de 1962 a 1999 la población legal corresponde a la población sin duplicidades (Fuente: INSEE [Consultar]) |     |     |     |     |     |     |